# جوسيف فرنك
جوسيف فرنك هو متسابق دراجات نارية تشيكي، ولد في 18 يناير 1979 في تشاسلاف في التشيك.